# آلبوفیرا
آلبوفیرا (Albufeira) یکی از شهرستان‌های کشور پرتغال است. آلبوفیرا از اماکن گردشگری این کشور است.
نام این شهر دگرگون‌شدهٔ واژهٔ عربی البحیره (به معنای دریاچه) است.

## پلاژها
- پلاژ او را (Praia da Oura)
- ساحل ماهیگیران
- سانتا ائولالیا (Santa Eulália)

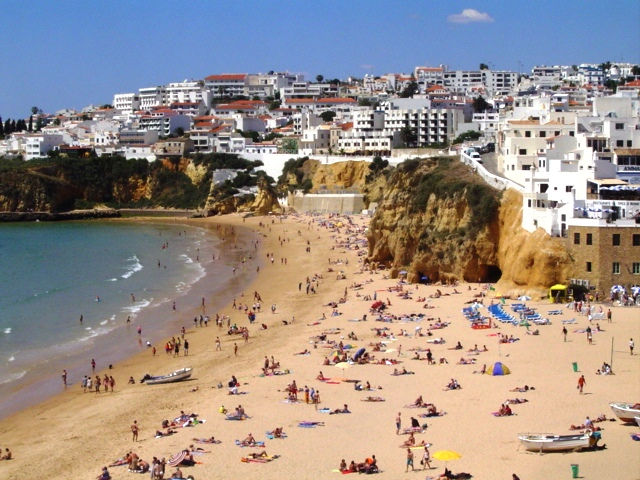
ساحل آلبوفیرا